# ワン・ボイス・チルドレンズ・クワイヤー
ワン・ボイス・チルドレンズ・クワイヤー（旧・2002年冬季五輪児童合唱団、スタジオ・エー・チルドレンズ・クワイヤー）は、アメリカ合衆国ユタ州の児童合唱団である。略称はワン・ボイス、OVCCなど。
この合唱団は、福田真史が2002年ソルトレークシティオリンピックのために作曲した「イット・ジャスト・テイクス・ラブ」のレコーディングのために「2002年冬季五輪児童合唱団」として2001年に結成された。メンバーのうち25人の五輪終了後も一緒に歌いたいという希望で、福田は特定非営利活動法人として合唱団を設立した。
合唱団には4歳から17歳までの140人が所属し、週に一回練習がある。ポピュラー音楽、ゴスペル、クラシック、ミュージカルソング、愛国歌など、非常に幅広いジャンルの曲を扱っており、年に50回から70回の公演を行っている。
2003年、オノ・ヨーコ主催のジョン・レノン「ドリームパワー」ミュージック・アワードで「イノセンス・オブ・ユース」を歌い、大賞を受賞。2014年にはレクシー・ウォーカー、アレックス・ボエとコラボした「レット・イット・ゴー」の動画が1日で10万回、10日で1800万回、2015年7月までに6000万回再生された。2014年に『アメリカズ・ゴット・タレント』の第9シーズンに出場し、準々決勝まで勝ち進んだ。

## 歴史

### 2002年冬季オリンピック
ブリガムヤング大学の学生だった福田真史は、地元の作曲家向けに2002年冬季五輪を記念した作曲コンテストがある事を知り 、ジニー・ラスキーと共に「イット・ジャスト・テイクス・ラブ」を作曲した。他に応募していたカート・ベストルやモモン・タバナクル合唱団が採用されると思っていたので、入賞を狙うというより好奇心からの応募だった。福田が主催者に曲を送ったところ、他の候補の中から2つのパール賞を受賞。2001年、福田とギール・シャルツは公式CD「ライト・アップ・ザ・ランド」を作るために、アルパイン学区、ネボ学区、プロボ学区の69校、1621人の小学生に協力してもらった。この時のグループが「2002年冬季五輪児童合唱団」だった。福田は、オリンピックの開・閉会式で「チルドレン・オブ・ライト」を歌うパフォーマンスの指導を依頼されており、この時協力した生徒の一部はそのパフォーマーでもあった。
オリンピックが終わる頃には子供たちに強い結束が生まれていて 、そのうちの25人が今後も一緒に活動を続けたいと福田に申し出た 。それを受けて、福田は活動を続けることを決め、福田とシャルツは共同で指導者に就いた。2015年の『デザート・ニュース』のインタビューで福田は「私たちは何度も一緒に活動していたので、この決断をしました。」と語った 。2003年にはメンバーは130人となり、「スタジオ・エイ・チルドレンズ・クワイヤー」という名前になっていた 。2015年には「ワン・ ボイス・チルドレンズ・クワイヤー」と改名し、顧問委員会を持つ非営利団体になった。『ザ・ソルトレーク・トリビューン』のデイビッド・ビュルガーによると、福田の目的は「教養のために、高クオリティかつ寛容な環境と楽しい曲に取り組むこと」である。

### ジョンレノン「ドリームパワー」ミュージック・アワード
2003年ごろ、大阪を訪れた福田の90代の祖母はオノ・ヨーコ主催のジョン・レノン「ドリームパワー」ミュージック・アワードのポスターを見つけ、孫が参加したいだろうか、と思って購入した。福田は数曲が収録されたCDを制作し、コンテストの主催者に送ったところクリスマスソング「イノセンス・オブ・ユース」が最終選考に残った。主催者は、福田と歌手であるジャイ・ウィリアムズ、そして12人のメンバーを日本に招待した。9日間の猶予を受け取った福田たちは急いで資金を集め、パスポートを取得した。最終的に、合唱団はオリジナル曲部門でグランプリを受賞した。
2005年にはレックス・デ・アゼビド主催のクリスマスコンサートで演奏した 。同年、合唱団は来日し、ひろしまフラワーフェスティバルで 日本の合唱団と4ヶ国語(英語、日本語、トンガ語、スペイン語)での合同演奏をした。また、アメリカから500個の折り鶴を持参し、日本の合唱団が作った500個と合わせて奉納した。

### 「レット・イット・ゴー」と『アメリカズ・ゴット・タレント』
2014年、合唱団がユーチューブに投稿したディズニーの「レット・イット・ゴー」のカバー動画が、世界的な注目を集めた。 アレックス・ボエや当時11歳のレクシー・ウォーカーとコラボし、ユタ州のミッドウェーにあるお城で撮影されたこの動画は1日で10万回、10日で180万回再生された  。再生数は2015年の7月に60万回を超え、2014年には、ユーチューブ・スポットライトのYouTube最優秀カバー曲賞で大賞を獲得 。『タイムズ』のジョセフ・C・リンは、合唱団の演奏を「レット・イット・ゴー」のカバーの中で1番、とした。
合唱団は2014年の『アメリカズ・ゴット・タレント』のシーズン9への出演が決定 。2014年6月22日、レクシー・ウォーカーを含む100人のメンバーがオーディションに出場しエリー・ゴールディングの『バーン』を演奏した。審査員のハワード・スターンとヘイディー・クラムは演奏を称賛し「イエス」のボタンを押したが、メル・ビーとホーウィー・マンデルの評価は低く、マンデルは「ノー」に投票し、メル・ビーはスターンに説得され「イエス」に投票した 。同年8月19日にニューヨーク市のラジオシティ・ミュージックホールにて生放送で行われた準々決勝に進出したが 、敗退 。2017年の『ソルトレーク・トリビューン』のインタビュー記事で福田は「普段は私たちをコンテストで見かけませんよね。」と語った。つまり、アメリカズ・ゴット・タレントが旅費とブロードウェイのミュージカルを見るための料金を用意したので、合唱団はニューヨーク行きを決めたのだった。

## メンバーとパフォーマンス
設立当初は4〜18歳の子供たちで構成されており 、福田のアパートの居間に45脚の折りたたみ椅子を設置し、練習していた 。また、当初は年間を通して週に1回練習の練習であったが 、規模が大きくなり遠方から来る子供も増えたので、練習は週に2回になった。 ユタ郡とソルトレイク郡で開催され  、メンバーはよりアクセスしやすい方に参加できる。合唱団は、年間約55〜70回の公演を行い、クリスマスやイースターのCDを制作し、その作品の多くをユーチューブに投稿している。2015年の『デザート・ニュース』の記事では、合唱団は1月と8月に年2回のオーディションを行っている。2015年1月時点で250人の名前が順番待ちリストに載っていたが、1年に6〜10人分の空きしかできないこともある。 合唱団に入った子供は月額30ドルを支払い、18歳になるまで合唱団に在籍することができる。また、福田はメンバーを年齢ごとのグループに分けない。
2008年には、毎年開催される国際的な子供向け音楽祭『イン・ハーモニー』の主催者を務めまた。 カートベスター主催の毎年恒例のショー『ア・カート・ベスター・クリスマス』の期間中にアブラバネルホールで、『ルーツ・テック』の期間中にソルトパレスで演奏した。また、合唱団はたくさんのアーティストともコラボしている。2012年2月、オリンピックに参加していた初期メンバーが2002年冬季オリンピックの10周年記念レガシーイベントに出演 。『オペレーション・スマイル』や『ウエレセブグー・アライアンス』が主催する慈善イベントにも出演している。

## 音楽スタイルとジャンル
福田は合唱団を指揮・曲のアレンジを行い、すべての曲に6〜9パートを作る 。福田は2015年に『デザート・ニュース』で、自分が「技術と正確さ」を重視する日本で育った、と語った。「それは本当に大事なこと」ですが、合唱団を楽しむことも大事、とも考えている。 基本的なパートは3つで、そこにソプラノが4声、アルトが2声、そしてテナーとソプラニーノが加わり、7〜8声になることもある。
合唱団は、ポピュラー音楽、ゴスペル、クラシック、ミュージカルソング、愛国歌など、さまざまなジャンルの音楽を演奏する。 彼らはリアーナ、ディズニー、エリー・ゴールディングの曲もカバーした 。2003年の『ソルトレイク・トリビューン』のインタビューで福田は「私たちはバロックやクラシック、リズム・アンド・ブルース、ヒップホップまでなんでもやります。私たちはメディア志向です。」と語っている。